# Шіутекутлі

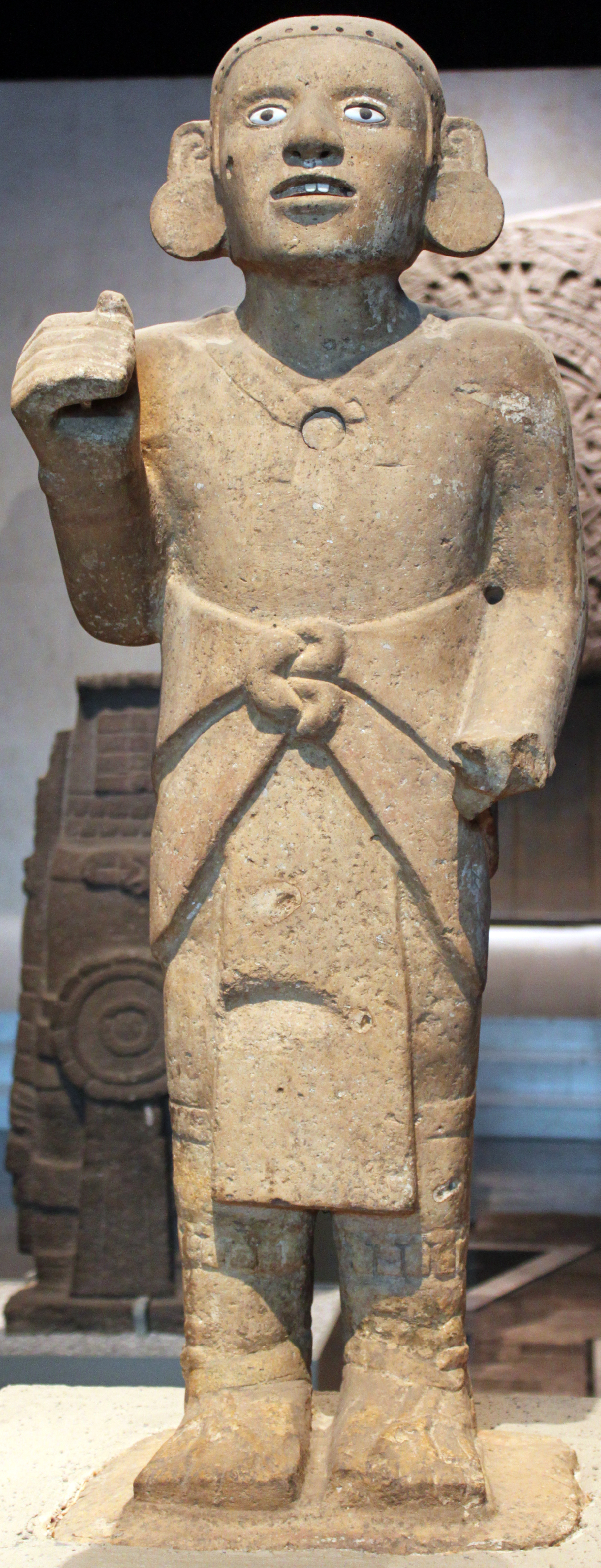
Шіутекутлі

Шіутекутлі (ісп. Xiuhtecuhtli) — один з давніх богів ацтекського пантеону. Був покровителем вогняної та вулканичної стихії. Його ім'я з мови науатль перекладається як «Володар року». Інші імена Куецальцін («Полум'я»), «Бірюзовий пан». Представлен також в іпостасях Уеуетеотль («Дуже старий бог») і Тлальшіктеніка («Той, що сидить у пупі землі»). Був символом 1 години ночі, календарного дня атль (вода), головував у 9 (1 Змія — 13 Землетрус) та 20 треценах (1 Кролик — 13 Квітка) тональпоуаллі.

## Опис
Зображувався стариганом, з обличчям, розфарбованим навпіл червоною (помаранчевою), навпіл чорною фарбами. Головна прикраса складалася з двох очеретин бірюзового кольору, на лобі — знак — птаха xiuhtototl, грудях носить пектораль у вигляді бірюзового метелика, вогняну змію на спині. В руках тримав жезл або щит, чи копал (курильну смолу) і кадильницю. Часто зображуючи сидячи зі схрещеними руками. Він ходить повільно, не поспішаючи. Його головні символи є tecpatl (кремінь) і mamalhuatzin (дві палиці, які труться одна об одну).

## У міфах
Вважався одним з уособлень Першотворця. Був богом вогня, тепла, дня, уособленням життя після смерті, тепла у холодну пору рока, їжею під час голоду. Він розташовувався та керував, на думку ацтеків, центра неба, у бірюзовому палаці. У деяких міфах його дружиною називали богиню води Чальчіутлікуе.
Вважався одном з 9 володарів ночі. Торгівці-почтека обрали Шіутекутлі як свого покровителя. також допомагав молодим воякам.

## Культ
Перед тим як вживати їжу, невеличкий шматочок її ацтеки кидали у вогонь як пожертву цьому божеству.
Шанування цього бога відбувалося на важливому святі Шокотель уеці («Опадання фруктів»), на 10 місяць ацтекського календаря. Відбувалося принесення в жертву бранців, а також птахів, ссавців, ящірок та риб. Крім того, юнаки видиралися на стовп з фігуркою з тіста Уаутла, що знаходилася на верхівці, боролися за його шматочки. Відбувалися співи та танці. 1 раз 4 роки відбувалося більш значне свято за участі великого тлатоані, вищих посадових осіб, знаті.
Священний вогонь завжди горів у храмі Шіутекутлі, за чим слідкували відповідні жерці. Наприкінці 52-річного циклу свята на честь цього бога були особливо пишні. під час останніх жертви кидали до вогню у teotecuilli (жертовному мангалі).